# Annika Lantz
Annika Maria Lantz, född 9 mars 1968 i Hägerstens församling i Stockholm, är en svensk radiopratare, komiker, konstnär och TV-programledare.

## Biografi
Annika Lantz är uppvuxen i Sätra i Stockholm. Hon studerade filmvetenskap vid Stockholms universitet. Hon har arbetat för Sveriges radio sedan 1993, då hon var programledare för P5 Radio Stockholm. Hon har medverkat i flera program för Sveriges Radio P3, bland andra Kvällspasset, Morgonpasset och sitt eget Lantz i P3. Lantz i P3 sändes även i TV på SVT. Lantz i P3 flyttades senare till P1 och P4. I TV har Lantz gjort sin egen pratshow, I afton Lantz i SVT.
Som komiker är Annika Lantz känd från TV4:s Parlamentet, där hon medverkade i tolv säsonger. Hon har även medverkat i SVT:s Högsta Domstolen och Snacka om nyheter. Sedan våren 2013 leder hon radioprogrammet Lantzkampen, ett frågesportprogram där två lag bestående av kändisar och experter tävlar om vem som kan ha mest rätt om veckans nyheter. Sedan 2018 har Lantz ett kort radioprogram fyra dagar i veckan, Kära Annika, där hon brevväxlar med andra kultur- och medieprofiler.
Hon har även skrivit böckerna 9 1/2 månad 2007, Pest eller kolera tillsammans med Kjell Eriksson och Ola Karlsson 2004 samt romanen Det elfte budet 2014. År 2016 utkom Vad ska en flicka göra? Konsten att vara riktigt rädd, som bland annat handlar om cancer, något hon själv drabbats av.
År 2002 medverkade Lantz i det sista avsnittet av Rederietoch 2008 hade hon en liten röstroll i Colin Nutleys film Angel.
Lantz tilldelades Sveriges Radios språkpris 2016 i kategorin för rikssändningar.

### Familj
Annika Lantz är gift med Tomas Granryd och har två barn.

## Skådespelarinsatser
Lantz spelade en liten roll i Byhåla 3 (1993), den tredje, och avslutande, säsongen av TV-serien om Ronny och Ragge. Där blir hon under en semester på Kanarieöarna förälskad i Ronny, medan denne har klätt ut sig till en kvinnlig reseledare.
Lantz var även med i ett avsnitt av Sune och hans värld från 2002. I avsnittet lyckas Sune genom en lyssnartävling vinna en dejt med Lantz. Hon blir dock lite besviken över att hennes dejt är med en nioåring. I den engelskspråkiga dubbningen kallas karaktären "Sexy Sandra".
Lantz var åklagare i tv-programmet Högsta domstolen.

### TV och film
- 1993 – Byhåla (TV-serie)
- 1999 – Parlamentet (TV-serie).[2]
- 2002 – Sune och hans värld (TV-serie)
- 2002 – Rederiet (TV-serie)
- 2006 – Högsta domstolen (TV-program) (TV-serie)
- 2010 – Drottningoffret (TV-serie)[7]
- 2010 – Fyra år till[7]
- 2017 – Parlamentet (TV-serie)
- 2020 – Parlamentet (TV-serie)